# Ectopleura latitaeniata
Ectopleura latitaeniata är en nässeldjursart som beskrevs av Xu och Zhang 1978. Ectopleura latitaeniata ingår i släktet Ectopleura och familjen Tubulariidae. Inga underarter finns listade i Catalogue of Life.